# Condado de Wayne (Kentucky)
O Condado de Wayne é um dos 120 condados do estado americano de Kentucky. A sede do condado é Monticello, e sua maior cidade é Monticello. O condado possui uma área de 1 254 km² (dos quais 64 km² estão cobertos por água), uma população de 19 923 habitantes, e uma densidade populacional de 12 hab/km² (segundo o censo nacional de 2000). O condado foi fundado em 1801. O condado proíbe a venda de bebidas alcoólicas.